# 民主联盟 (葡萄牙2024年)
民主联盟（PPD/PSD.CDS-PP.PPM）（葡萄牙語：ALIANÇA DEMOCRÁTICA (PPD/PSD.CDS-PP.PPM)，缩写为AD) 是葡萄牙的一个中間偏右的政治联盟。该联盟由社会民主党（PSD）和人民党（CDS-PP）组成，是復活了1979年至1983 年參選的同名联盟。 2024年—2025年，它的名称是AD—民主联盟，其成员还包括人民君主主义党。

## 首次尝试
1998 年，马塞洛·雷贝洛·德索萨领导了一项尝试，試圖將他領導的社民黨與保罗·波塔斯 (Paul Portas) 领导的人民党再度統合成一個新的政治聯盟。兩黨以葡萄牙力量 (Força Portugal)的名義組成聯盟参加了2004年歐洲議會选举，但聯盟在選舉後便解散了。於2014年，社民黨和人民黨再度統合，組成葡萄牙聯盟參加該年的歐洲議會選舉。
在2015年，社民黨和人民黨組成了葡萄牙前進聯盟，不過聯盟也與上兩個聯盟殊途同歸，皆是在選舉後解散。
在2022年，民主聯盟在亚速尔群岛再度出現，並以34%的得票率位居第二，得以选出两名议员进入议会。 

## 2024年民主联盟
在2022年立法選舉後， CDS-人民黨在历史上首次未能赢得任何席位，並淪為議會外政黨。 2023 年 12 月，路易斯·蒙特内格罗和努诺·梅洛宣布组成联盟参加2024 年立法選舉和欧洲议会选举，聯盟成员包括社会民主党(PPD/PSD)、人民党(CDS-PP) 以及一些以民主联盟(AD) 名义的無黨派人士。 起初，人民君主党（PPM）以聯盟領導人「軟弱」和「缺乏遠見」為由，拒绝加入该联盟。 但后来該黨撤回了这一立场，並加入了民主聯盟。 
2024年1月7日，民主聯盟的協議由社民黨黨魁路易斯·蒙特內格羅 、人民黨黨魁Nuno Melo和人民君主黨黨魁Gonçalo da Câmara Pereira以及代表该联盟中無黨派人士的前医师协会主席Miguel Guimarães签署。 
民主聯盟將兩個容易獲取的席位和四個可能獲勝的席位授予了CDS-人民黨，以確保該黨能在選舉後重返議會。 該联盟也将一个可能獲勝的席位授予了 PPM。 此外，該聯盟也在當年2月的亚速尔群岛地区选举中再次以聯合名單參選。
該聯盟在2024年亞速爾群島選舉以42%的选票獲勝，並作為32年來亞速爾群島首個由社民黨帶領而獲勝的聯盟。 
在該年的國家級立法選舉中，民主聯盟也以29%的選票和80個議席勝選。  2024年4月2日，社民黨黨魁路易斯·蒙特内格罗宣誓就任葡萄牙总理，组建少数政府。 在2024年6月的歐洲議會選舉中，民主聯盟的得票率有所上升，达到 31%，但卻以微弱优势输给了获得 32% 选票的社会党。 
在涉及路易斯·蒙特内格罗 (Luís Montenegro) 家族企业的Spinumviva案曝光后，民主聯盟在國會內的信任投票被擊敗，繼而導致國會被解散，並在於2025年5月舉行新的选举。 

### 人民君主黨退出联盟
2025年3月26日，人民君主党(PPM) 宣布因对5月立法选举的候選人名单存在分歧而退出民主聯盟，並警告「民主聯盟」的名稱不能再被沿用。民主聯盟随后宣布了新的名称： 「AD - 民主联盟 - PSD/CDS」，但被宪法法院否决。随后民主聯盟提出了一个新的名称，即 「AD – PSD/CDS 」联盟， 该名称則被法院接受。  AD – PSD/CDS 联盟还与地球党签署了一项协议，该党以民主聯盟在其政綱裏納入一些該黨的環境政策為條件，同意了支持该联盟，該黨黨魁Pedro Soares Pimenta亦成為了民主聯盟在里斯本選區名單上第25位的候選人。 

## 民主联盟成員
- 社会民主党（PPD/PSD）
- CDS – 人民党（CDS–PP）

### 前成员
- 人民君主党（PPM）（2024–2025）

## 聯盟召集人
- 路易斯·蒙特内格罗 (2024年至今)

## 選舉結果

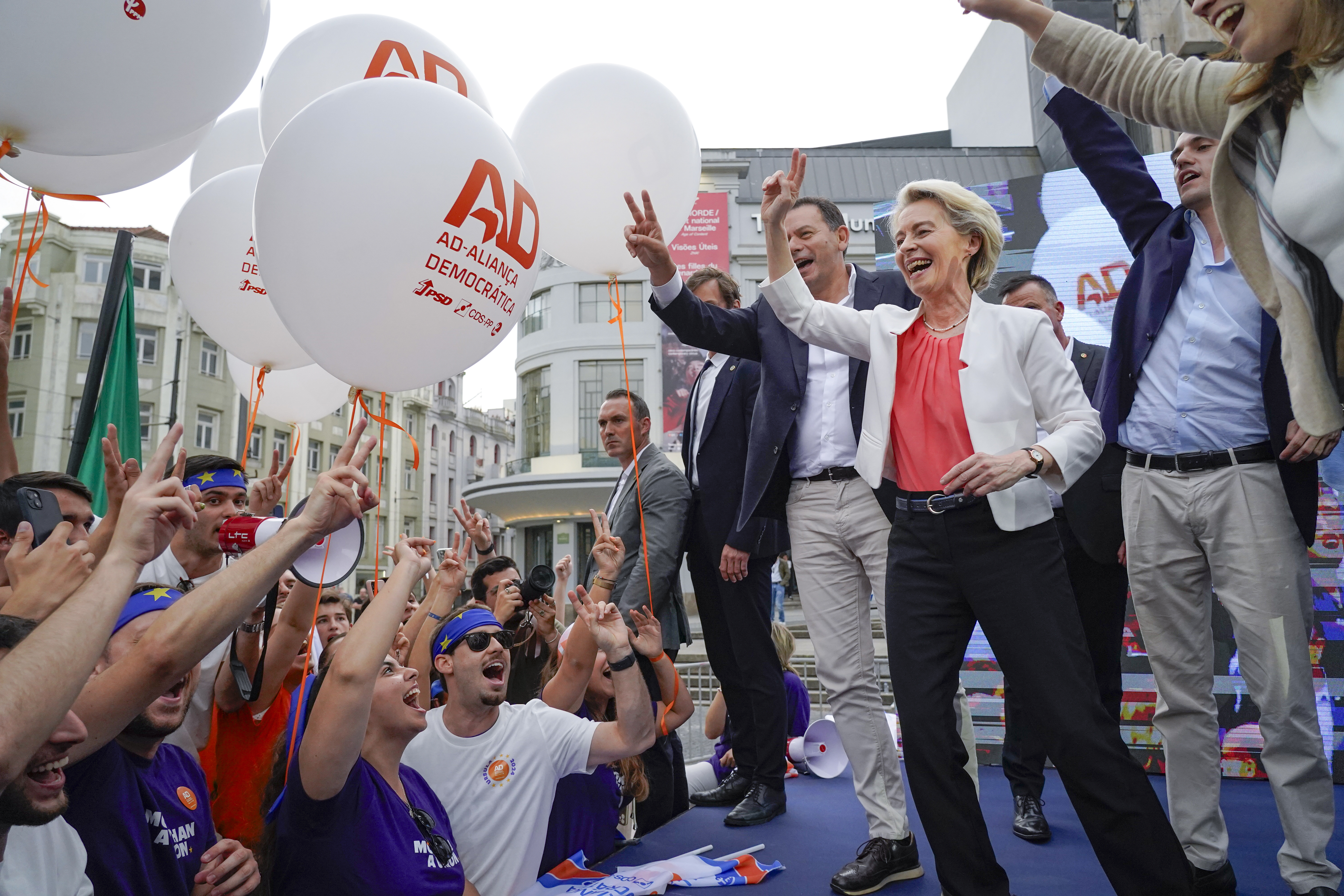
路易斯·蒙特内格罗 、乌尔苏拉·冯德莱恩和Sebastião Bugalho在波爾圖举行為民主聯盟在2024歐洲議會選舉造勢的集會

### 國會選舉
| 选举 | 黨魁              | 票數      | 得票率 (名次) | 議席     | +/-  | 執政狀態 |
| ---- | ----------------- | --------- | ------------- | -------- | ---- | -------- |
| 2024 | 路易斯·蒙特内格罗 | 1,867,442 | 28.8 (#1)     | 80 / 230 |      | 联盟     |
| 2025 | 路易斯·蒙特内格罗 | 2,008,437 | 31.8 (#1)     | 91 / 230 | ▲ 11 | 联盟     |

### 欧洲议会
| 选举 | 领导者            | 票數      | 得票率 (名次) | 議席   | 歐洲議會黨團 |
| ---- | ----------------- | --------- | ------------- | ------ | ------------ |
| 2024 | Sebastião Bugalho | 1,229,895 | 31.1 (#2)     | 7 / 21 | 歐洲人民黨   |

### 地区议会

#### 亚速尔群岛
| 選舉 | 黨魁                 | 票數   | 得票率 (名次) | 議席    | 政府 |
| ---- | -------------------- | ------ | ------------- | ------- | ---- |
| 2024 | José Manuel Bolieiro | 48,672 | 42.1 (#1)     | 26 / 57 | 聯盟 |